# ロシェン
ロシェンあるいはROSHEN（ウクライナ語: Кондитерськакорпорація "Роше́н"、英語: Roshen Confectionery Corporation）は、1996年に設立されたウクライナのチョコレート等を製造する製菓会社およびそのブランド名。この会社は実業家であり第5代ウクライナ大統領でもあるペトロ・ポロシェンコによって所有・管理されている。

## 概要
チョコレートをはじめ200種類以上の商品を生産しており、1年間での生産総量は45トン以上に及んでいる。2013年には世界製菓メーカー18位に選ばれた。2017年にはキャンディ産業の製菓メーカーランキング「2017 Global Top 100」で24位に位置づけられ、年間収益を8億ドルと推定された。
企業名「Roshen」は、元々は創業者の名前である「ポ・ロシェン・コ Po Roshen Ko」に由来し、最初と最後の音節を削除している。

## 脚注

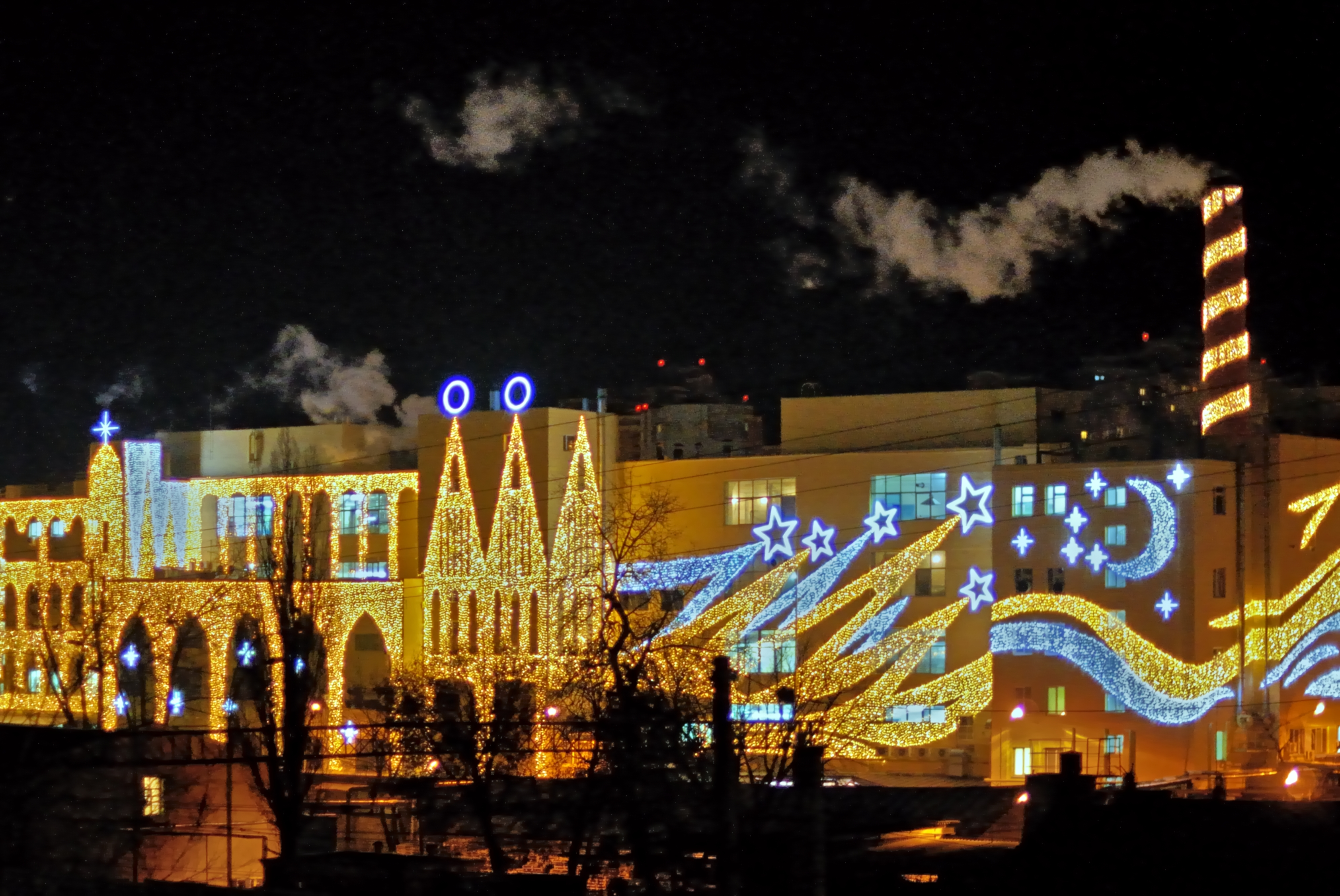
2012年の新年キーウのロシェンの工房

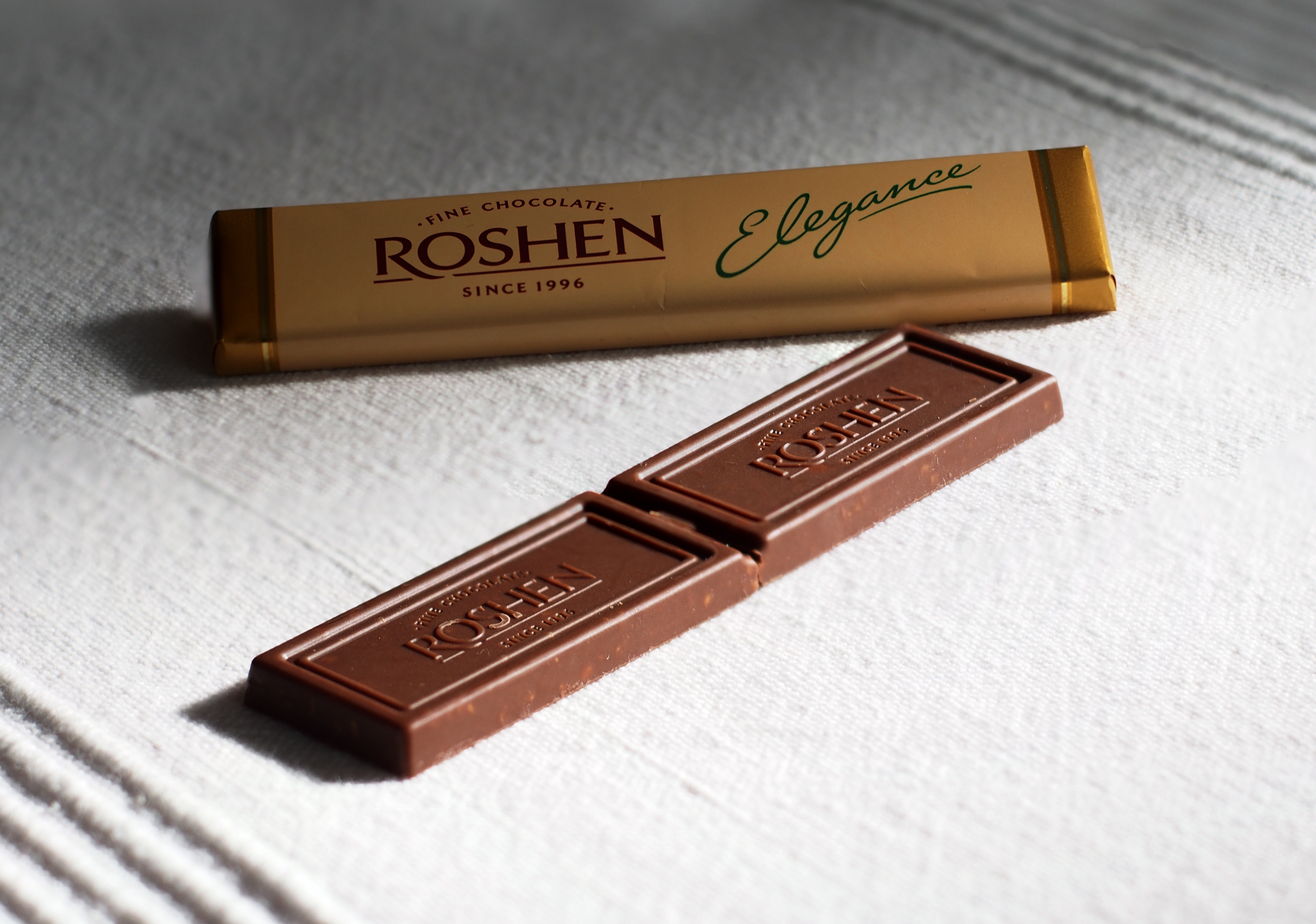
Roshenのチョコレート

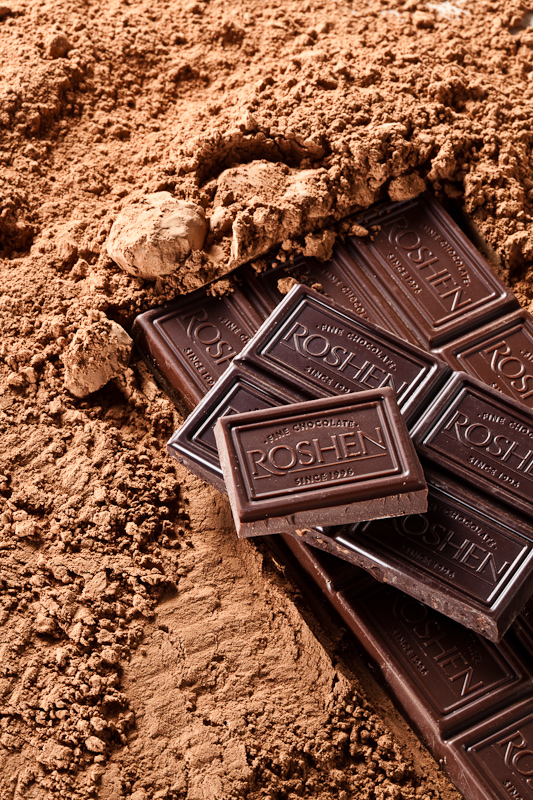
Roshenのチョコレート